# Gevherhan Hatun (figlia di Mehmed il Conquistatore)
Gevherhan Hatun (turco ottomano: کوھرخان خاتون, lett. "gemma del Khan"; Edirne, 1446 – Costantinopoli, 1514) è stata una principessa ottomana, figlia del sultano Mehmed II il Conquistatore e della sua concubina Gülbahar Hatun, e sorella del sultano Bayezid II.

## Origini
Gevherhan Hatun nacque a Edirne nel 1446. Suo padre era il sultano Mehmed II e sua madre la concubina Gülbahar Hatun. Aveva un fratello minore, il futuro Bayezid II. 

## Matrimonio
Nel 1474 Gevherhan sposò, per volere di suo padre, Ughurlu Muhammad, figlio di Uzun Hasan, sovrano di Ak Koyunlu. Il principe era uscito sconfitto da una ribellione contro il padre e aveva trovato rifugio alla corte ottomana. Il loro matrimonio, che produsse un figlio, fu uno dei pochi storicamente certi che vide una principessa ottomana sposarsi con un membro di una dinastia straniera o, in generale, con qualcuno non ottomano. 
Mehmed nominò il nuovo genero governatore di Sivas e gli offrì supporto per una nuova ribellione contro il padre. Il tentativo fallì e Ughurlu perse la vita nel 1477.
Dopo tale data, non si hanno più notizie di Gevherhan, anche se, secondo alcune fonti, si risposò con Sinan Pasha, importante statista sotto Bayezid II che viene detto sposato con la sorella del sultano, noto per aver intercettato le lettere di Şehzade Cem durante la guerra civile per il trono fra lui e il suo fratellastro Bayezid. 
Sinan potrebbe essere stato il secondo marito di Gevherhan, oppure, dal momento che non sembra possibile che Bayezid avesse altre sorelle di sangue, essere sposato con una delle sue tre sorellastre, senza che la fonti noti la differenza.

## Discendenza
Da Ughurlu Muhammad, Gevherhan ebbe un figlio:
- Sultanzade Ahmed Bey (Costantinopoli o Sivas, 1476 - Esfehan, 14 dicembre 1497). Sposò sua cugina Aynışah Sultan, figlia di Bayezid II. Ebbero due figlie, Neslihan Hanımsultan e Hanzade Hanımsultan, e un figlio, Sultanzade Zeyneddin Bey[9]. Morì come suo padre, cercando di reclamare il trono di Ak Koyunlu.

## Morte
Gevherhan morì a Costantinopoli intorno al 1514, e fu sepolta nel mausoleo della madre nella Moschea di Fatih.

## Cultura di massa
Nella serie TV storica del 2013, Fatih, Gevherhan Hatun è interpretata dall'attrice turca Hande Soral.